# Peter Snijders (judoka)
Peter Snijders (Eindhoven, 14 september 1943), tweelingbroer van Jan Snijders, is een voormalig Nederlands topjudoka en oud-bondscoach van de Nederlandse judobond.

## Biografie
In zijn hoogtijdagen als judoka werden zijn technieken als de mooiste ter wereld beschouwd, hij werd altijd in staat geacht een wereld- of olympische titel te behalen. Aan deze verwachting heeft hij echter nooit voldaan. Na zijn carrière als judoka werd hij pedagoog in penitentiaire inrichtingen.
Snijders nam in 1964 deel aan de Olympische Spelen in Tokio, waar hij de kwartfinale bereikte. In 1965 behaalde hij, als invaller voor Anton Geesink, de bronzen medaille in de open-klasse tijdens de wereldkampioenschappen in Rio de Janeiro. In 1966 (t/m 80 kg) en 1969 (t/m 93 kg) werd hij Europees kampioen judo.

## Erelijst

### Wereldkampioenschappen
- 1965:  Rio de Janeiro – Open

### Europese kampioenschappen
- 1964:  Oost-Berlijn – 80 kg
- 1966:  Luxemburg – 80 kg
- 1969:  Oostende – 93 kg
- 1971:  Göteborg – 93 kg

### Nationaal Kampioenschap
- 1e plaats – 2x
- 2e plaats – 2x